# Minicoy
Pour l’article homonyme, voir Île Minicoy.
Minicoy, en maldivien މަލިކު, Maliku ou Malicut, est un atoll d'Inde situé en mer des Laquedives., Il est rattaché administrativement au territoire de Lakshadweep.

## Étymologie
Minicoy est connu sous le nom de Maliku ou Malicut dans la langue locale, le maldivien, qui est également la langue nationale et officielle des Maldives. La langue est un descendant de l’Elu Prakrit et est étroitement liée à la langue cinghalaise, mais n’est pas mutuellement intelligible avec elle. 

## Géographie
Minicoy forme avec les îles Laquedives et Amindivi le territoire de Lakshadweep. 
Minicoy est la deuxième plus grande et la plus méridionale des îles de l’archipel de Lakshadweep. L'atoll est situé à 201 km au sud-sud-ouest de Kalpeni, le point le plus méridional des Laquedives, et à 125 km au nord de Thuraakunu, le plus proche des Maldives. L’atoll a une longueur de 10 km, avec une largeur maximale d’environ 6 km. L’élément géographique le plus proche est le banc Investigator, un haut-fond submergé situé à 31 km au nord-est. L'île est bordée au nord par le 9 degree channel et au sud par le 8 degree channel, deux zones de trafic maritime reliant l'Asie à l'Europe.
L'atoll est composé de l'île Minicoy, la seule à être habitée, et de l'îlot de Viringili. L’île principale mesure environ 10 km de son extrémité nord à son point le plus méridional et il mesure environ 1 km de large dans sa moitié sud, tandis que la moitié nord est une flèche de sable étroite, souvent de moins de 100 m de large. Minicoy est presque entièrement recouvert de cocotiers. L’un des rares points de repère de l’île est le phare qui a été construit en 1885 sous le régime britannique.  Sur le côté sud de l’île principale se trouve l’îlot inhabité de Viringili mesurant à peine 200 m de long. Autrefois, les lépreux de étaient bannis dans cette île où ils vivaient dans des conditions misérables.
L’intérieur de la lagune est sablonneux et de profondeur modérée, atteignant rarement 4 m. Il y a quelques plaques de corail.

## Histoire
François Pyrard débarque sur cette île en 1607 en compagnie de pirates du Bengale.
Après l’indépendance de l’Inde en août 1947, il a été organisé un référendum en 1956 pour déterminer si le peuple de Minicoy souhaitait ou non rejoindre l’Union indienne. Une majorité absolue du Minicoy a décidé de rejoindre l’Union indienne.

## Démographie
Selon le recensement de l’Inde, l’île de Minicoy avait une population de 10 447 habitants. Les hommes représentent 51 % de la population et les femmes 49 %. Le taux d’alphabétisation moyen de Minicoy est de 83,93 %, supérieur à la moyenne nationale de 74,04 %, celui des hommes de 85,82 % et celui des femmes de 81,93 %.
Les habitants sont musulmans à 96,58 %

## Transport
L’aéroport d’Agatti est le seul aéroport civil de Lakshadweep. Le transfert en hélicoptère est disponible d’Agatti à Minicoy tout au long de l’année. 
Le 18 juillet 2024, le gouvernement indien a approuvé le projet de développement d’un aéroport sur l’île de Minicoy en tant que base militaire. La base aérienne sera capable d’exploiter des avions de chasse, des drones à long rayon d’action et des avions de transport militaire.Il sera aussi ouvert à des vols commerciaux. La base aérienne sera située près de la base navale récemment mise en service, l’INS Jatayu. Le projet est dirigé par l’armée de l’air indienne et sera utilisé par toutes les branches des forces armées et de la garde côtière indienne.